# Cristal rouge

Le cristal rouge en tant que symbole neutre utilisé à l'échelon international.

Le cristal rouge est un symbole associé au Mouvement international de la Croix-Rouge et du Croissant-Rouge, entré en usage en janvier 2007 afin de doter le mouvement d'un emblème non connoté religieusement.

## Historique

### Contexte et nécessité d'un nouveau symbole
Le Comité international de la Croix-Rouge (CICR) est créé en 1863 et vise à apporter du secours humanitaire à toutes les victimes des conflits armés. En 1876, le Croissant-Rouge est créé par l'Empire ottoman. Durant l'entre-deux-guerres, de nombreux autres pays souhaitent rejoindre le Mouvement international de la Croix-Rouge et du Croissant-Rouge en adoptant leur propre symbole, décidé à l'échelle nationale. C'est le cas du Soudan qui veut prendre pour symbole un rhinocéros rouge sur fond blanc.
Cependant, la Fédération internationale des Sociétés de la Croix-Rouge et du Croissant-Rouge ne prévoit alors que deux symboles : la croix rouge, associée au christianisme, et le croissant rouge, associé à l'islam. De nombreux pays refusent les symboles religieux, estimant qu'ils pourraient créer des tensions. Cependant, le CICR refuse leurs demandes pour éviter de multiplier les symboles, ce qui pourrait entraîner une confusion dans les zones de guerre. 
Le problème se pose à nouveau lors de la création d'Israël en 1948 : l'État étant à dominante religieuse juive, il ne souhaite pas adopter la croix ni le croissant pour son organisation nationale, et crée donc Magen David Adom, ou l'étoile de David rouge. En l'état des statuts, il ne peut alors pas être admis au sein de la Fédération internationale des Sociétés de la Croix-Rouge et du Croissant-Rouge, et l'organisation ne le souhaite pas pour éviter de relancer une controverse. Il y a un vide juridique. 

### Création et adoption officielle
Le CICR décide donc de concevoir un nouveau symbole qui permettrait d'inclure l'organisation israélienne mais aussi les autres organisations ne souhaitant s'associer ni au christianisme, ni à l'islam. Soixante ans plus tard, ce symbole voit le jour sous la forme du cristal rouge. 
En 2005, une conférence diplomatique sur le Protocole III, qui amende les Conventions de Genève de 1949 pour y inclure ce symbole, aboutit à un accord de principe de la grande majorité des États participants.
Le 22 juin 2006, le nouveau symbole (le cristal rouge) est officiellement approuvé et inclus dans les statuts lors de la 29e Conférence internationale de la Croix-Rouge et du Croissant-Rouge. Le mouvement accepte au même moment l'adhésion de deux nouveaux membres, le Croissant-Rouge palestinien et le Magen David Adom. Le cristal rouge ne remplace pas la croix et le croissant — utilisés par 185 pays, la majorité des membres du mouvement international — mais offre la possibilité pour toute organisation et tout État de choisir un symbole non connoté religieusement. 
En janvier 2007, le Protocole III entre en vigueur après avoir été ratifié par les premiers pays. Le 14 janvier, il a été signé par 84 États et ratifié par 9 autres. 
En février 2009, le cristal rouge n'a encore jamais été utilisé sur un terrain de conflit, la majorité des sociétés ayant déjà adopté la croix ou le croissant. C'est la création d'un nouvel État qui pourrait entraîner l'usage de ce symbole. Selon Frédéric Joli, porte-parole du CICR en France, ce changement permet de « clore le débat autour d'un troisième emblème ».

## Apparence
Le symbole nouvellement adopté, appelé cristal rouge, prend la forme d'un « losange rouge évidé sur fond blanc », qui suit l'identité graphique et les couleurs du mouvement. L'organisation le définit comme « un cadre rouge posé sur la pointe et sur fond blanc ». 